# NGC 6752
NGC 6752 (hay còn được biết đến với tên gọi là Caldwell 93) là tên của một cụm sao cầu nằm trong chòm sao Khổng Tước. Nó là thiên thể sáng nhất trên bầu trời, sau Omega Centauri và 47 Tucanae. Tại bắc bán cầu cụm sao này được nhìn thấy rõ nhất trong khoảng thời gian từ tháng 6 đến tháng 10.
NGC 6752 được phát hiện bởi nhà thiên văn học người Scotland James Dunlop vào ngày 30 tháng 6 năm 1826. Ông đã mô tả nó là một tinh vân sáng có hình dáng bất thường mà khi phân tích thì nó trở thành một cụm sao có nhiều ngôi sao thành viên với mật độ các ngôi sao dày đặc ở chính giữa. Khoảng cách của nó với chúng là 13000 năm ánh sáng, tức là nó là một trong những cụm sao cầu gần nhất Trái Đất. Nó cách tâm Ngân Hà 17000 năm ánh sáng và tuổi của nó được ước tính là 11,78 tỉ năm. Nó có rất nhiều hệ sao đôi. Trang web của NASA, "Astronomy Picture of the Day" ghi chú là nó có đến hơn 100000 ngôi sao nằm trong cụm sao cầu có đường kính 100 năm ánh sáng.
Cấp sao biểu kiến của nó là 5,4, nên nó có thể được nhìn thấy bằng mắt thường. Nhưng điều này cũng dựa vào điều kiện thời tiết cũng như sự ô nhiễm ánh sáng.

## Dữ liệu hiện tại
Theo như quan sát, đây là cụm sao nằm trong chòm sao Khổng Tước và dưới đây là một số dữ liệu khác:
Xích kinh 19h 10m 52.11s
Độ nghiêng –59° 59′ 04.4″
Cấp sao biểu kiến 5.4 
Kích thước biểu kiến 20.4′